# Gara Arad
Gara Arad (sau Gara Mare) este cea mai mare gară din municipiul și județul Arad, dar și una dintre cele mai tranzitate din Regiunea de Vest a României. Din gara Arad pleacă și sosesc zilnic peste 100 trenuri de călători către majoritatea localităților din România, spre Budapest Keleti pu., Viena Hbf., cât și trenuri de marfă.

## Istoric
Primul tren care a circulat în Arad a fost în 25 octombrie 1858, anul deschiderii căii ferate Szolnok–Arad. Între 1869 și 1871 se construiește calea ferată Arad–Timișoara, în lungime de 55,6 km, linie deschisă în data de 6 aprilie 1871.
Clădirea actuală a gării a fost construită după planurile arhitectului Ferenc Pfaff (există și opinia precum că gara ar fi fost opera lui Lajos Szántay, dar acesta nu o menționează în documentațiile pentru activitatea desfășurată redactate în 29 iulie 1957 și respectiv 20 august 1960, aflate în dosarul său din Arhiva Uniunii Arhitecților din România, fond Pensii de merit). Lucrările la clădirea gării din Arad au început în anul 1905 și au fost încheiate în 1910. Gara a fost bombardată puternic în octombrie 1944 de către trupele germane și a fost refăcută între anii 1950-1953.

## Operabilitate
În ceea ce privește transportul de pasageri aici operează trenuri ale Căilor Ferate Române, Regiotrans si Astra Trans Carpatic iar la transportul de marfă în special firma Grup Feroviar Român (GFR).
Ca urmare a lucrărilor de reabilitare a sectorului de cale „Frontieră - Km 614” ,viteza maximă a trenurilor a fost mărită până la 160 km/h pe această secțiune.  În prezent Gara Centrală din Arad dispunde  de 7 linii, pentru cele 82 de trenuri zilnice care tranzitează gara.
Gara din Arad este legată cu linii de tramvaie, microbuze și autobuze către alte zone din municipiu. Din Gara Centrală se poate ajunge în Gara Aradul Nou cu ajutorul liniei numărul  de tramvai.

## Linii de cale ferată
- Magistrala CFR 200 : Brașov - Podu Olt - Sibiu - Vințu de Jos - Simeria - Deva - Arad - Curtici
- CF Timișoara Nord - Arad - Oradea
- CF Arad - Nădlac
- CF Arad - Vălcani
- CF Arad - Ineu - Brad

## Reabilitarea gării
Gara Arad a fost modernizată în perioada 2012-2016, ca parte din proiectul de reabilitare a liniei de cale ferată cuprinsă între frontiera cu Ungaria (Curtici) și Gara Simeria, tronson care face parte din coridorul feroviar pan-european. În urma modernizării tronsonului Curtici-Simeria trenurile de călători pot circula cu viteza de 160 kmh.